# Saulea
Saulea is een geslacht van weekdieren uit de klasse van de Gastropoda (slakken).

## Soort
- Saulea vitrea (Born, 1778)